# Ksi1 Canis Majoris
Ksi¹ Canis Majoris (ξ¹ CMa / 4 Canis Majoris) és un estel a la constel·lació del Ca Major de magnitud aparent +4,33. Comparteix la denominació de Bayer «Xi» amb la ξ² Canis Majoris, les dues separades visualment 51 minuts d'arc. Físicament no estan relacionades, ja que Ksi¹ Canis Majoris s'hi troba aproximadament a 1.380 anys llum del sistema solar, mentre que Ksi² Canis Majoris està a un terç d'aquesta distància.

## Característiques
Ksi¹ Canis Majoris és una subgegant blanc-blavosa de tipus espectral B0.7IV. La seva temperatura efectiva és de 27.000 - 27.720 K i llueix amb una lluminositat bolomètrica —en totes les longituds d'ona— 25.100 vegades major que la lluminositat solar. Amb un radi 7,1 vegades més gran que el del Sol, gira sobre si mateixa amb una velocitat de rotació projectada d'entre 10 i 20 km/s, lenta per a un estel de les seves característiques.
Ksi¹ Canis Majoris presenta una metal·licitat inferior a la solar ([Fe/H] = -0,18). Té una massa de 12,5 masses solars i una edat de 23,6 milions d'anys. En ser tan massiva, finalitzarà la seva vida esclatant violentament en forma de supernova.

## Possible variabilitat i camp magnètic
És possible que Ksi¹ Canis Majoris siga una variable del tipus Beta Cephei, encara que la seva variabilitat no està contrastada.
D'altra banda, posseeix un camp magnètic que va ser detectat per primera vegada el 2006. Altres variables Beta Cephei on s'han detectat camps magnètics són β Cephei —prototip del grup— i V2052 Ophiuchi.